# ایزگرو (استان بورگاس)
ایزگرو (به بلغاری: Izgrev) یک منطقهٔ مسکونی در بلغارستان است که در استان بورگاس واقع شده‌است.